# 청석교
청석교(靑石橋)는 충청북도 유형문화재 제121호로 지정된 옛 돌다리로, 유형문화재로 옥천군 군북면 증약리에 위치하고 있다. 이 다리는 660년 신라 문무왕 때 만들어진 것으로 전해지고 있다. 본래는 이 다리로부터 조금 떨어져 있는 지금의 경부선 철도에 위치하고 있었으나, 철도 개설을 하면서 현재의 위치로 옮겨 놓았다. 높이는 17.5m, 너비는 22m, 길이는 98.3m인데, 양쪽 개울가를 돌로 쌓고 개울 바닥에 장대석을 놓은 다음 각석주를 세우고 그 위에 넓은 판석을 얹어 놓은 다리이다.